# Palaeeudyptes marplesi
Il pinguino di Marples (Palaeeudyptes marplesi Brodkorb, 1963) fu una specie di pinguino preistorico appartenente alla sottofamiglia Palaeeudyptinae e ormai estinto. Testimonianza della sua esistenza sono scheletri parziali ritrovati in Nuova Zelanda.
Il binomen di questa specie è un omaggio a Brian John Marples, uno dei principali ricercatori di pinguini fossili nel XX secolo.

## Descrizione
La specie era alta in vita tra i 105 e i 145 cm, più grande dell'attuale pinguino imperatore (Aptenodytes forsteri). Il rapporto preciso tra questa specie e il pinguino dalla pinna stretta (Palaeeudyptes antarcticus), leggermente più piccolo, proveniente da rocce un po' 'più giovani non è risolto; si ritiene ipotizzabile che P. marplesi sia un sinonimo o sottospecie di P. antarcticus.
Questa specie è nota per uno scheletro parziale, principalmente ossa delle gambe (Museo Otago da C.50.25 a C.50.45), recuperato dalle Burnside Mudstone, rocce risalenti all'Eocene (34-40 Ma) a Burnside, sobborgo di Dunedin, regione di Otago, in Nuova Zelanda (Isola del Sud).
Molte altre ossa sono spesso assegnate a questa specie. Tuttavia, poiché la maggior parte di loro sono solo approssimativamente datate e di dimensioni intermedie tra questa specie e  P. antarcticus , non dovrebbero essere riferiti a nessuno dei due taxa in attesa di una revisione completa del materiale neozelandese di Palaeeudyptes (che probabilmente risulterà nel riconoscere che  P. marplesi  era una specie progenitrice o sottospecie più grande di P. antarcticus).